# ری‌زی تامه‌چیکا

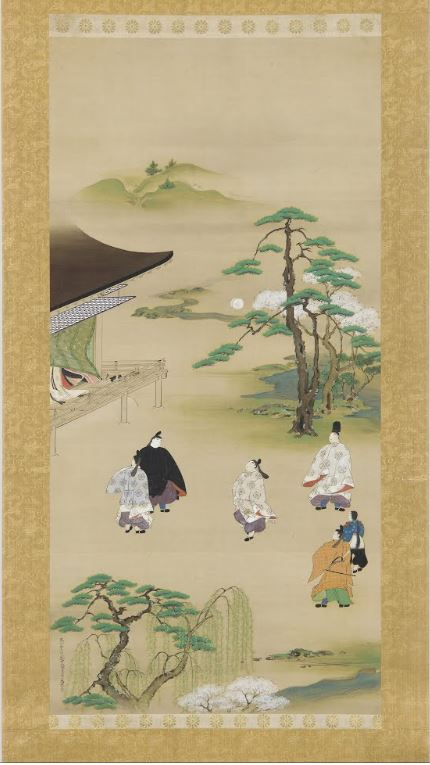
یک نقاشی مربوط به بخش ۳۴ داستان گنجی

ری‌زی تامه‌چیکا (به ژاپنی: 冷泉為恭 Reizei Tamechika)، اوکادا تامه‌چیکا یک نقاش اهل کیوتو در دوره ادو در ژاپن بود. وی سبکی از نقاشی باستانی به نام یاماتو-ا را احیا کرد.
ری‌زی تامه‌چیکا هنگامی که در حال احیای یاماتو-ا با سوننو جوئی (جنبش بازگرداندن امپراتور به قدرت)، درگیری سیاسی پیدا کرد. وی نیز از احیای قدرت امپراتور حمایت می‌کرد، اما تماس‌های حرفه ای وی با خاندان ساکایی، که از دایمیوهای فودای (ملازم و طرفدار شوگون‌سالاری توکوگاوا) بودند، در بین برخی از حامیان افراطی سامورایی طرفدار امپراتور سوءظن ایجاد کرد. در نتیجه، وی مجبور شد در استان واکایاما پنهان شود و نام کاهنی بنام شینرنبو کوآ را بر خود بگذارد. با این وجود، رد وی توسط قاتلان اجیر شده از قلمروی چوشو کشف و توسط آنان به قتل رسید.